# اوسودا، ناگانو
اوسودا، ناگانو (به لاتین: Usuda) یک منطقهٔ مسکونی در ژاپن است که در Minamisaku District, Nagano واقع شده‌است. اوسودا ۱۵٬۷۳۱ نفر جمعیت دارد.

## نگارخانه

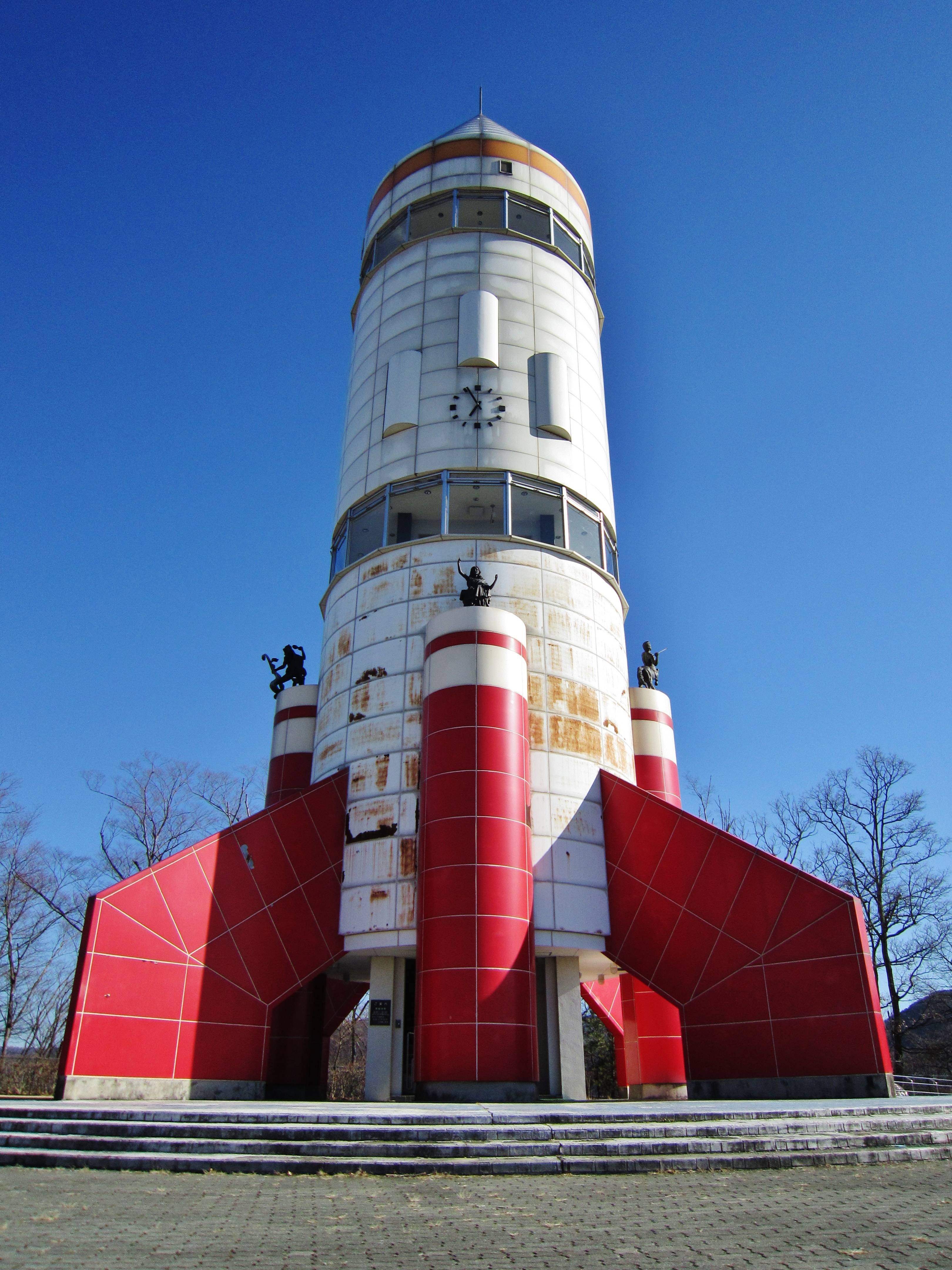
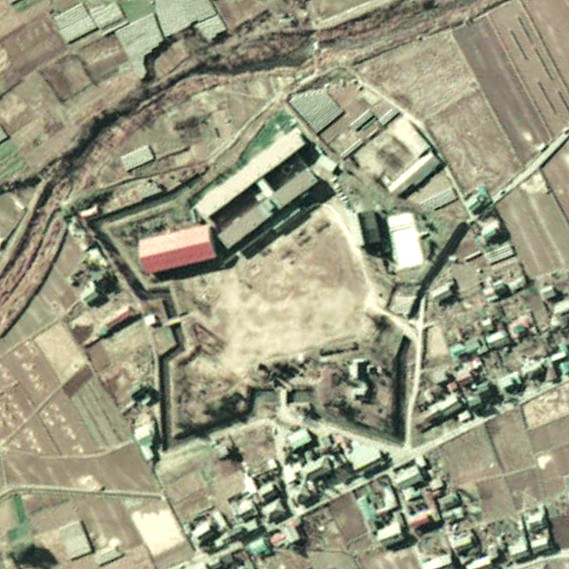